# KV3
KV3 és una tomba egípcia de l'anomenat Vall dels Reis, situat a la riba oest del Nil, a l'altura de la moderna ciutat de Luxor. Va pertànyer a un fill del faraó Ramsès III, el nom del qual encara no s'ha descobert.

## Marc històric
La tomba número 3 de la Vall dels Reis és un híbrid entre una tomba real i una tomba de noble, el que indica la importància que va tenir de tenir aquest príncep durant l'època. El seu pare, el faraó Ramsès III, va governar del 1184 al 1153 aC, aproximadament, i és considerat l'últim gran monarca egipci. Gairebé 31 anys de govern fent front a una invasió estrangera, llargues sequeres i alguna intriga política van tenir un desastrós final quan el mateix faraó va ser víctima d'un complot orquestrat per una de les seves esposes, un príncep i nombrosos funcionaris. Fins i tot havia màgia negra —molt temuda pels egipcis de llavors— de per mig, per això no és d'estranyar que el càstig fos exemplar, i més encara pensant que és molt probable que Ramsès III no sobrevisqués a l'atemptat contra la seva vida.
Aquest gest no és més que un signe de la situació en què es trobava el país. Fins i tot els constructors de tombes reals sofrien la carestia: ells van organitzar la primera vaga coneguda de la Història de la Humanitat, i es van negar a continuar treballant fins que no els donessin els pagaments endarrerits i es milloressin l'habitatge i el material de treball.

## Situació
Emplaçada al nord de la Vall dels Reis, davant de KV2 i just al costat de KV46 (es creu que durant la construcció es va redescobrir aquesta última tomba, amb la consegüent entrada), KV3 té el mateix perfil que la resta de tombes de l'època. Tot i no pertànyer a cap faraó conegut, és d'una longitud considerable, molt més gran que la majoria de les tombes de reines, prínceps o nobles, per la qual cosa es pot considerar que és una tomba a mig camí d'una tomba real de l'època ramésida.
El lloc té les següents estances, ben delimitades: el corredor d'entrada (A), un passadís descendent (B) amb dues càmeres annexes (Ba i Bb), i una avantcambra de pilars (F), també amb dues habitacions subsidiàries (Fa i Fb). Després d'aquestes hi ha tres habitacions més (G, H i J), encara que cap sembla haver albergat el cos del mort. És més, aquesta informació i la dada que les habitacions Ba i Fa (ambdues a l'esquerra de l'eix central) estiguin inconcluses ha fet pensar que la tomba mai no va servir.

## Decoració
Encara que se sap pels escrits de Lepsius que en la dècada de 1840 encara hi havia restes de pintura a la majoria de les habitacions, en l'actualitat gairebé no en queden gaire restes al corredor B i a l'entrada de la cambra F, encara que està en molt mal estat de conservació. El poc que encara es pot desxifrar forma part de la Lletania de Ra, un text funerari molt freqüent durant les dinasties XIX i XX. També queden alguns fragments de representacions de l'ocupant de la tomba acompanyat d'alguna Deitat o fins i tot del mateix Ramsés III. No s'hi ha trobat el nom de l'ocupant de la tomba.

## Excavació
Coneguda des de l'Antiguitat, KV3 va estar ocupada per coptes, i podria haver sigut una capella a l'època romana d'Orient. Per manca d'informació, no ha despertat interès de ningú i va ser gairebé completament ignorada durant segles. Sense comptar amb tasques de neteja que van realitzar Ayrton i Quibell prop de l'entrada, només ha estat excavada i analitzada amb profunditat l'any 1912 per Harry Burton, dirigit al seu torn per Theodore Davis. No s'hi va descobrir res, a excepció d'unes restes d'atuell.

## Qui va ser el seu ocupant?
Un ostracon escrit en hieràtic i conservat avui a Berlín afirma que en l'any 28 del regnat de Ramsès III es va enviar un esquadró d'obrers destinats a «trobar la [tomba] d'un fill reial del seva Majestat», el que ens indica que per llavors probablement el projecte ja era abandonat o almenys posposat.
L'absència d'un gran sarcòfag de pedra pot explicar-se pel fet que l'enterrament no pertanyia a un faraó, però cap de les habitacions de KV3 sembla idònia per a albergar un sarcòfag, sobretot per les dimensions. Potser el príncep o el seu pare decidissin construir una tomba nova al Vall de les Reines, on s'han trobat molts altres enterraments de fills de Ramsès III.
De no haver estat així, què príncep reial va gaudir de tanta importància com per fer-se construir una tomba a la Vall dels Reis? Alguns pensen que el candidat ideal seria el príncep Pentaur, el cervell del complot amb el qual acabaria de forma brusca i sorollosa el regnat de Ramsès III, però aquesta hipòtesi no es basa en cap prova sòlida. Una altra teoria és que el seu propietari no fos un altre més que el futur Ramsès IV, que en ser investit amb el nou càrrec decidís construir un nou enterrament més d'acord amb la seva dignitat real. Davant la manca de dades, no queda més que conjecturar.